# Южен Ориндж (Ню Джърси)
Южен Ориндж (на английски: South Orange) е село в окръг Есекс, Ню Джърси, Съединени американски щати. Намира се на 20 km западно от центъра на Ню Йорк. Населението му е 17 001 души (по приблизителна оценка от 2017 г.).
В Южен Ориндж е роден актьорът Кевин Спейси (р. 1959).